# Angelo Fortunato Formiggini
Angelo Fortunato Formìggini (Modena, 21 giugno 1878 – Modena, 29 novembre 1938) è stato un editore e scrittore italiano, fondatore dell'omonima casa editrice.

## Biografia

### Anni giovanili

Angelo Fortunato Formiggini. Cartolina postale degli anni venti

Angelo Fortunato Formiggini nacque nella villa Montecatino, residenza di campagna della famiglia, a Collegara, Modena, quinto e ultimo figlio di una famiglia ebraica. Famiglia di antica origine, gli antenati erano originari di Formigine, da cui avevano preso il cognome, un tempo gioiellieri degli Estensi e poi finanzieri. Il capostipite fu Elia Formiggini; altri membri importanti furono Laudadio Formiggini e Mosè Formiggini.
Angelo frequentò il Liceo Galvani di Bologna e si diplomò nella natia Modena al Liceo Muratori. Dopo la maturità si iscrisse alla Facoltà di Giurisprudenza dell'Università di Modena, laureandosi con lode nel novembre 1901. Scrisse una tesi dal titolo La donna nella Torah in raffronto con il Manava-Dharma-Sastra. Contributo storico-giuridico a un riavvicinamento tra la razza ariana e la semita. Durante gli anni modenesi divenne amico di Giulio Bertoni, suo coetaneo, poi filologo e critico letterario di chiara fama.
Successivamente Formiggini decise di prendere una seconda laurea. Trasferitosi a Roma nel 1902, s'iscrisse alla Facoltà di Lettere e filosofia dell'Università La Sapienza. Frequentando le lezioni di Antonio Labriola, aderì all'associazione studentesca «Corda Fratres»; nel 1903 fu iniziato in massoneria nella loggia "Lira e Spada" e nel 1904 divenne Maestro. Conobbe la futura pedagogista Emilia Santamaria, che sposò il 19 settembre 1906. La coppia poi si trasferì a Bologna, dove Formiggini conseguì la laurea in Filosofia morale con la tesi Filosofia del ridere. Ridere, afferma, rende fraternamente solidali gli uomini e l'umorismo è «la massima manifestazione del pensiero filosofico».

### L'attività editoriale

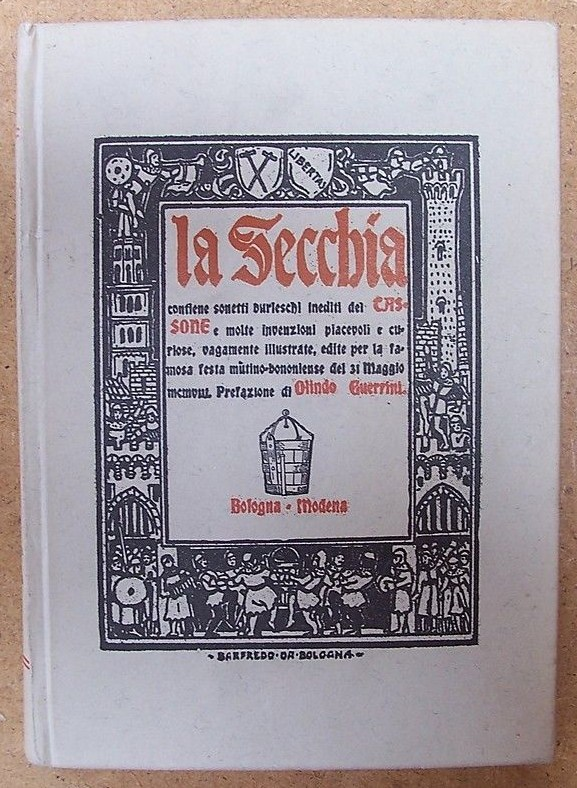
La prima edizione de La Secchia (1908).

L'esordio di Formiggini come editore è dovuto a un'intuizione dalla quale non pensava avrebbe potuto avere un ritorno commerciale. Nel 1908 Formiggini insegnava in un liceo privato di Bologna. In quell'anno concepì l'organizzazione di un evento per attirare l'attenzione sia dei modenesi che dei bolognesi: la celebrazione della storica battaglia di Zappolino (1325). Invece di ricordarla come momento di scontro, pensò di celebrare la pace tra le due città rivali. In occasione dell'evento, che si tenne il 31 maggio 1908, il neo editore pubblicò due volumi ispirati ad Alessandro Tassoni (1565-1635), autore nel 1614 de La secchia rapita, un poema eroicomico che celebrava in chiave ironica lo storico avvenimento.  Il primo libro fu: La secchia, dichiaratamente ispirato all'opera tassoniana, una raccolta di poesie di vari autori (prefazione di Olindo Guerrini) accompagnate da alcuni sonetti inediti del Tassoni stesso. Il secondo fu Miscellanea tassoniana di studi storici e letterari, un volume di saggi sul poeta seicentesco modenese (prefazione di Giovanni Pascoli). Unito all'amore per l'opera comica vi era l'interesse per la filosofia e la religione. Il favore riscosso dalle pubblicazioni lo convinse ad avviare l'attività di editore e ad intraprendere nuove iniziative. Ne scaturì un'attività editoriale variegata, in cui accanto a pubblicazioni accademiche fecero da contrappeso volumi di facile consultazione.
Formiggini creò le collane «Biblioteca di filosofia e pedagogia» (27 opere) ed «Opuscoli di filosofia e pedagogia» (31 titoli). Nel 1909 iniziò la pubblicazione della «Rivista di Filosofia», organo ufficiale della Società Filosofica Italiana fino al 1918. Nello stesso anno 1909 lanciò il primo numero della collana «Profili» (sulle maggiori personalità italiane della storia della cultura), con una monografia su Sandro Botticelli: ne seguiranno altri 128, fino al Chiabrera del 1938: « [...] graziosi volumetti elzeviriani [...] non aridi riassunti eruditi, ma vivaci, sintetiche e suggestive rievocazioni di figure attraenti e significative [...] soddisfano il più nobilmente possibile all'esigenza, caratteristica del nostro tempo, di voler molto apprendere col minimo sforzo [...]». L’anno seguente avviò la serie sui «Poeti italiani del XX secolo» (il primo volume furono le Odi di Massimo Bontempelli) e prese in carico la pubblicazione della «Rivista pedagogica», fondata da Luigi Credaro (cui seguirà qualche anno dopo la rivista di biologia generale «Bios», diretta da Paolo Enriques). Nel 1911 varò altre due collane: «Biblioteca di varia cultura» e «Filosofi italiani».

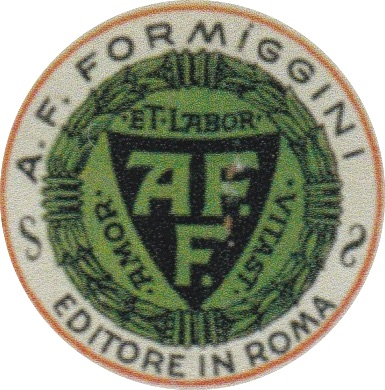
La marca editoriale della casa editrice (autore: Giulio Bertoni). Descrizione: le lettere A F.F. dentro uno scudo triangolare nero, circondato dal motto Amor et labor vitast (“Amore e lavoro sono vita”), a sua volta incorniciato da una corona d'alloro.

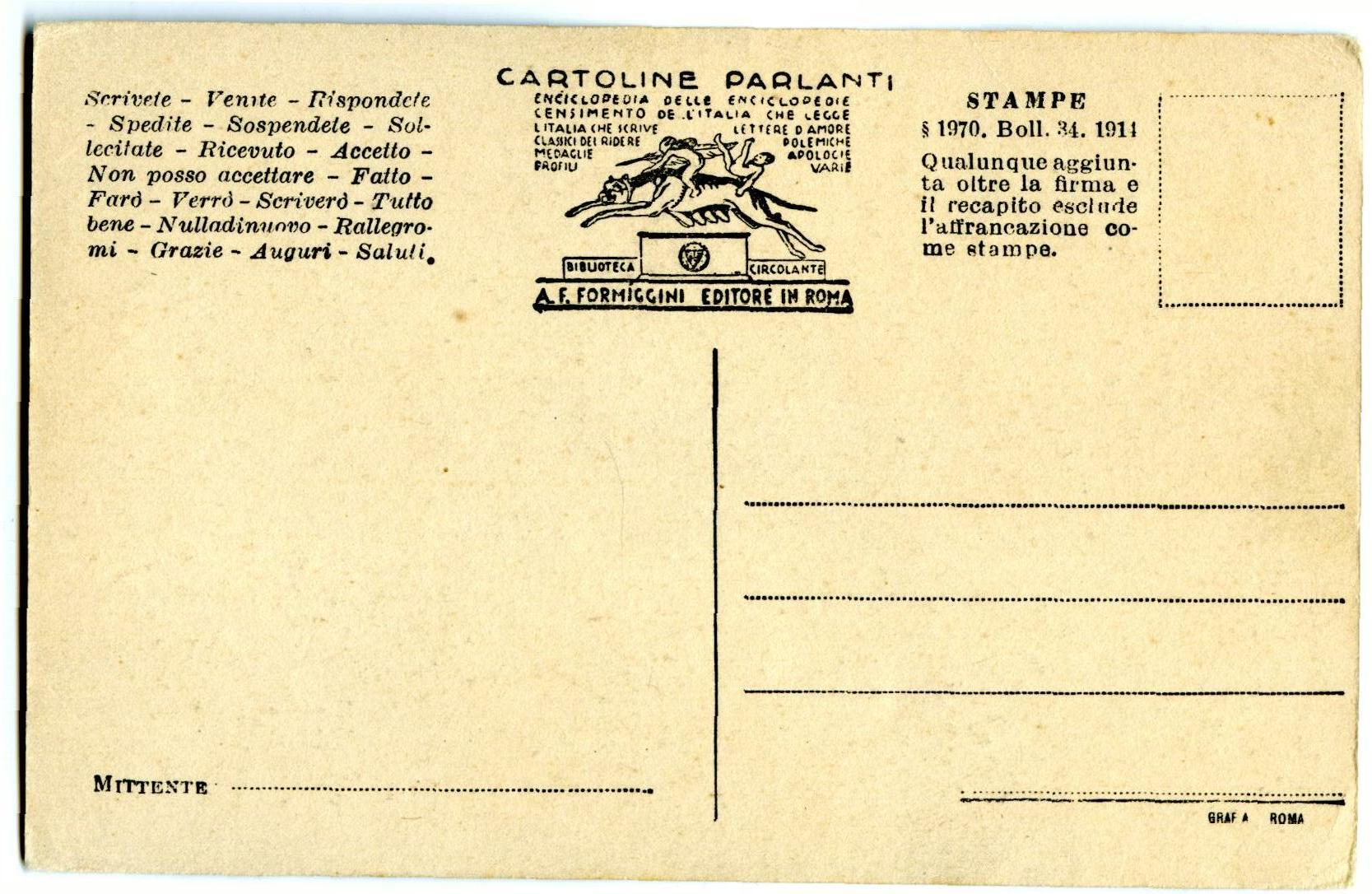
Il verso di una cartolina della serie "Cartoline Parlanti".

Trasferitosi a Genova, nel 1912 creò «I Classici del ridere», che fu, secondo la sua definizione, «er mejo fico der mio bigonzo», il prodotto meglio riuscito, che si aprì con la Prima giornata del Decameron e proseguì con il Satyricon di Petronio e via via, col Gargantua di Rabelais, con il Gulliver, l'Asino d'oro e l'Heptameron di Margherita d'Angoulême. Le copertine della collana furono disegnate da Adolfo de Karolis.
Interventista, partì ufficiale volontario per il fronte di guerra nel 1915 ma fu presto congedato. Nel 1916 trasferì la Casa editrice a Roma, città di origine della moglie, trovando sede nei pressi di piazza Venezia. Nel 1918 ebbe un'iniziativa particolarmente moderna e originale per il tempo: quella di segnalare le novità librarie accompagnandole con i profili degli autori. Fondò «L'Italia che scrive», un periodico mensile d'informazione libraria che, nei suoi intenti, doveva occuparsi di «tutte le principali questioni inerenti alla vita del libro italiano in quanto esse sono essenziali alla vita spirituale della nazione». Contemporaneamente fondò una biblioteca dell'umorismo, battezzata la «Casa del Ridere», raccogliendo qualunque materiale fosse attinente, dai libri alle riviste, alle stampe, ai quadri.
Nel 1920 Formiggini e la moglie, non avendo avuto figli, decisero di adottarne uno: entrò a far parte della famiglia Fernando Cecilia ("Nando"), bimbo di tre anni orfano di guerra. Nel 1921 Formiggini creò l'«Istituto per la Propaganda della Cultura Italiana» (IPCI), società della quale egli fu eletto amministratore dal consiglio direttivo formato da eminenti uomini di cultura. Il governo eresse l'IPCI a ente morale (regio decreto 21 novembre 1921) che, successivamente, fu rinominato «Fondazione Leonardo per la Cultura Italiana» su proposta di Giovanni Gentile, ministro della Pubblica Istruzione. Il presidente del Consiglio direttivo della Fondazione, Ferdinando Martini, appoggiò il progetto di Formiggini di dar vita a una Grande Enciclopedia Italica in 18 volumi, che avrebbe rappresentato, per l'Italia d'allora, una realizzazione culturale di primo livello.
Il ministro Giovanni Gentile non intese però consentire tale progetto, che aveva le sue radici in quella cultura positivistica che egli intendeva superare per affermare il suo programma di egemonia culturale neo-idealistica. Essendo l'«Italia che scrive» la pubblicazione ufficiale della Fondazione, Gentile pretese che il Consiglio direttivo controllasse direttamente il periodico. Accusato l'editore di irregolarità amministrative, il 23 febbraio del 1923 lo costrinse, con tutto il Consiglio, a dare le dimissioni. Infine, nel 1925, la Fondazione fu assorbita, con tutto il suo patrimonio, dall'Istituto Nazionale Fascista di Cultura, presieduto dallo stesso Gentile. Formiggini dovette così rinunciare al suo progetto che invece, com'è noto, sarà realizzato, auspice il Gentile, da Giovanni Treccani, con la pubblicazione dell'«Enciclopedia italiana di scienze, lettere e arti».
Formiggini si fece giustizia già nell'ottobre 1923 pubblicando La ficozza filosofica del fascismo e la marcia sulla Leonardo. La ficozza, in dialetto romanesco, è il bernoccolo che spunta sulla testa in conseguenza di un colpo ricevuto: per lui, Gentile era il colpo e l'escrescenza cresciuta sulla testa del fascismo. Il libro fu insieme un bilancio della sua attività, una satira anti-gentiliana e uno sfogo, ironico e amaro, per la prepotenza subita. Il Formiggini restava un ammiratore di Mussolini e, se pure intravedeva quanto di autoritario si celava nel fascismo, si limitò a osservare che «il fascismo è una gran bella cosa visto dall'alto; ma visto standoci sotto fa un effetto tutto diverso».
Continuò a produrre nuove collane: sempre nel 1923 fu la volta delle «Apologie», profili di dottrine filosofiche e religiose, nelle quali uscirono il Cattolicismo di Ernesto Buonaiuti, il Taoismo di Giuseppe Tucci, l'Ebraismo di Dante Lattes, l'Islamismo di Laura Veccia Vaglieri, l'Ateismo di Giuseppe Rensi e altri otto titoli. L'anno dopo fu la volta delle «Medaglie», monografie di personaggi contemporanei: le pubblicazioni furono travagliate in quanto ebbero come oggetto personalità sgradite al regime, come Luigi Albertini, Giovanni Amendola, Filippo Turati e Luigi Sturzo: dovettero essere ritirate dalle librerie. Fra le «Medaglie», il Mussolini di Giuseppe Prezzolini non ebbe invece problemi. Nel 1926 apparvero le «Cartoline parlanti», vere e proprie cartoline con fotografie di personaggi della cultura accompagnate da una massima. Formiggini fu un vulcano d'idee: nuove collane furono le «Lettere d'amore», le «Polemiche», le «Guide radio-liriche» (12 numeri), l'«Aneddotica» (21 volumi) e il «Chi è? Dizionario degli italiani d'oggi» (1928, 1931 e 1936), schede biografiche di noti personaggi viventi, che ebbero molto successo. Scritto da lui stesso fu invece il Dizionarietto rompitascabile degli editori italiani compilato da uno dei suddetti, un repertorio degli editori italiani, pubblicato da Mondadori e ristampato dallo stesso Formiggini in una seconda edizione ampliata nel 1928.

### Il suicidio

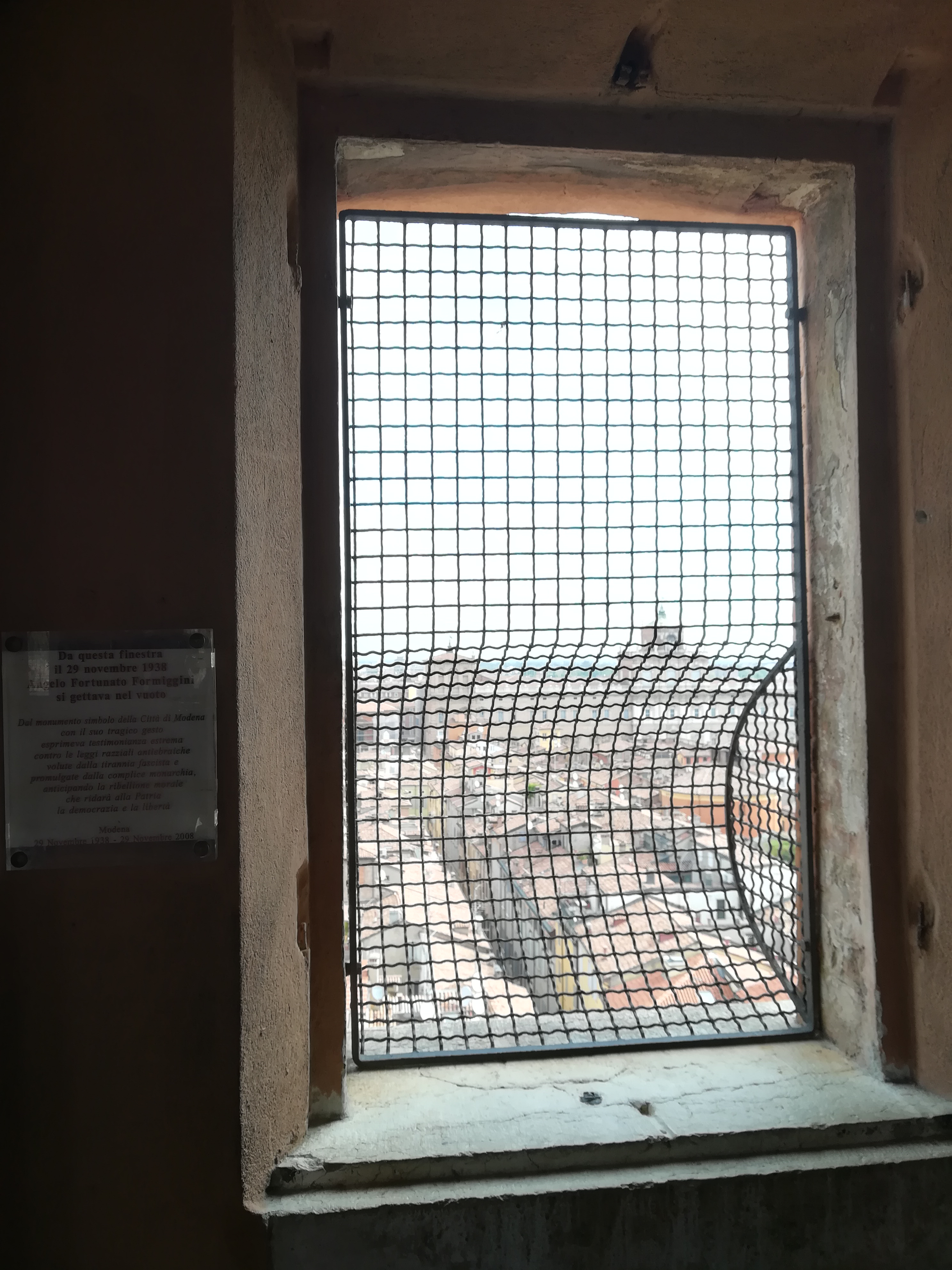
La finestra dalla quale Formiggini si buttò chiudendo la sua vita.

Formiggini condusse la propria azienda con una mentalità da artigiano: produceva i libri che gli piacevano puntando al piacere estetico che provocavano; non fece ricerche di mercato, non si specializzò in un settore: questo nocque all'andamento dei suoi affari. Alla fine degli anni venti l'editore vendette il terreno su cui sorgeva la villa di Collegara che gli aveva dato i natali. Ma non bastò. Decise allora di trasformare la sua ditta in una società anonima con azioni da collocare sul mercato (dicembre 1931). Il bilancio tracciato nei suoi Venticinque anni dopo (1933), sembrò quasi premonitore della prossima fine. Perdurando il passivo di gestione, nel 1934 fu costretto a vendere anche la villa di famiglia in centro a Modena.
Quando il regime, nel 1938, cominciò a preparare l'opinione pubblica in vista delle leggi razziali, dando il via alla propaganda antisemita, anche Formiggini fu costretto a ricordare quel che sembrava aver dimenticato: di essere ebreo, lui, distante dal sionismo ed estraneo a ogni particolarismo religioso e culturale. Gli scritti di quei mesi, pubblicati nel dopoguerra col titolo di Parole in libertà, uniscono l'invettiva antifascista e antimussoliniana a ingenue esortazioni agli ebrei di sciogliere la propria identità culturale e religiosa, in un'assimilazione alla quale «si era avviati a grandissimi passi: i nuovi eventi l'hanno troncata. Ma questa non è che una pausa, che sarà più o meno lunga, dopo la quale il cammino sarà ripreso di corsa».
Mutò proprietà e nome della Casa editrice per evitare l'espropriazione (Società Anonima Edizioni dell'ICS) e tentò di ottenere i benefici - che si chiamavano «discriminazioni» - previsti per gli ebrei che avessero costituito una famiglia «ariana» e fossero estranei all'ortodossia ebraica. Essendo stato tutto inutile, si preparò al suicidio, a cui pensava da mesi.
Tornò a Modena, come a chiudere formalmente e simbolicamente il ciclo della propria vita e, la mattina del 29 novembre 1938 si gettò dalla Ghirlandina, la torre del Duomo, precipitando su un breve spazio di selciato che lui stesso, in una delle ultime lettere, aveva ironicamente chiesto di chiamare, in suo ricordo, al tvajol ed Furmajin («il tovagliolo di Formiggini», in dialetto modenese): una lapide così intitolata oggi lo ricorda.
In una lettera all'editore Giulio Calabi, ricevuta solo a decesso avvenuto, Formiggini precisava che si sarebbe gettato con in tasca una missiva per il Re ed una per Mussolini, e con le tasche piene di soldi perché i fascisti non potessero dire che si fosse ucciso per motivi economici. Ma ai giornali fu imposto il silenzio, per cui non uscì una riga sull'episodio.
Accogliendo le sue intenzioni, il corpo fu cremato. L'urna è conservata nel Cinerario del cimitero municipale di San Cataldo.
Dopo la sua morte la casa editrice continuò ad esistere fino al 1941, quando fu posta in liquidazione. La moglie risarcì di tasca propria gli azionisti e cedette tutto il catalogo all'editore milanese Bietti. L'intera produzione di Formiggini si attesta sui 600 titoli.
Nella Biblioteca Estense di Modena sono conservati: l'archivio familiare, l'epistolario della casa editrice e la Casa del Ridere.
Nel 1980 la città di Modena ha dedicato a Formiggini una mostra documentaria, che si è tenuta nella Biblioteca estense dal 7 febbraio al 31 maggio.

## Opere

Caricatura di Angelo Fortunato Formiggini realizzata dal disegnatore e amico Umberto Tirelli, 1900 circa

- Carmen matriculare Formigginii Mutinensis matriculae, Bologna, Stabilimento tipografico Monti, 1897.
- Roba in vers ad Furmaijin da Mòdna cuminziando dal 1897. (Raccolta dei componimenti giovanili di Formiggini conservata alla Biblioteca Estense di Modena)
- La ficozza filosofica del fascismo e la marcia sulla Leonardo, Roma, Formiggini, 1923 (1924).
- Dizionarietto rompitascabile degli editori italiani compilato da uno dei suddetti, Roma, Formiggini, 1928.
- Venticinque anni dopo. 31 maggio 1908-31 maggio 1933, Roma, Formiggini, 1933.
- Il francobollo per la risposta, Roma, Formiggini, 1936.
- Cicero: «de domo sua», Roma, Formiggini, 1937.
- Parole in libertà, Roma, Edizioni Roma, 1945. (Contiene l'invettiva L'ultima ficozza, scritta pochi mesi prima della morte)
- Trenta anni dopo. Storia di una casa editrice, Rieti, Formiggini, 1951.[24]
- Filosofia del ridere. Note ed appunti, Bologna, CLUEB, 1989.
- Vita da editore, a cura di Antonio Castronuovo, Roma, Elliot, 2022.
- Lezioni di editoria, a cura di Gabriele Sabatini, Trieste-Roma, Italo Svevo Edizioni, 2022.

## Principali collane pubblicate dalla casa editrice
- «Profili» (129 titoli[25] con copertina leggera, usciti dal 1909 al 1938. Piccoli volumetti in diciottesimo, di circa cento pagine al prezzo di una lira ciascuno) - Elenco completo;
- «Classici del ridere» (105 volumi rilegati in mezza pergamena, usciti dal 1913 al 1938) - Elenco completo;
- «Apologie» (13 titoli dal 1923 al 1928). Fu la prima collana italiana ad essere completamente tradotta all'estero, in francese, spagnolo e portoghese[26];
- «Medaglie» (opere dedicate a personalità della cultura ancora in vita; 29 titoli dal 1924 al 1927 in formato 11 x 6,5 cm per 64 pagine) - Elenco completo;
- «Guide radio-liriche» (guide d'ascolto di melodrammi famosi; 12 titoli dal 1929 al 1930).

Tra i collaboratori più assidui va ricordato il nome di Ernesto Buonaiuti. L'intellettuale e uomo di chiesa (colpito da scomunica a vita) firmò il volume Cattolicismo delle «Apologie» e ben tre «Profili»: San Girolamo (1919), Francesco d'Assisi e San Paolo (entrambi del 1925).
Principali opere stampate
- La Secchia, contiene sonetti burleschi inediti del Tassone e molte invenzioni piacevoli e curiose, vagamente illustrate, edite per la famosa festa mutino-bononiense del 31 Maggio mcmviii, su archive.org.
- Miscellanea tassoniana di studi storici e letterari, su archive.org.
- Chi è? Dizionario degli Italiani d'oggi, su catalog.hathitrust.org. (tutte le edizioni: dal 1928 al 1957)
- Dizionarietto rompitascabile, su catalog.hathitrust.org.

## Ascendenza
|                               |                               |                                                             |                                                             |                                |                                       |                               |                               |                             |                             |                                  |                                  |
|                               |                               |                                                             |                                                             |                                |                                       | Elia Formiggini capostipite = |                               |                             |                             |                                  |                                  |
|                               |                               |                                                             |                                                             |                                |                                       |                               |                               |                             |                             |                                  |                                  |
|                               |                               |                                                             |                                                             |                                |                                       |                               |                               |                             |                             |                                  |                                  |
|                               |                               |                                                             |                                                             |                                |                                       | Pellegrino Formiggini ?-?     |                               |                             |                             |                                  |                                  |
|                               |                               |                                                             |                                                             |                                |                                       |                               |                               |                             |                             |                                  |                                  |
|                               |                               |                                                             |                                                             |                                |                                       |                               |                               |                             |                             |                                  |                                  |
|                               |                               | Laudadio Formiggini 1690-1763 sp. Dora Devora Levi nel 1718 | Laudadio Formiggini 1690-1763 sp. Dora Devora Levi nel 1718 |                                |                                       |                               |                               | Mosè Formiggini ?-?         | Mosè Formiggini ?-?         | Contardo Formiggini ?-?          | Contardo Formiggini ?-?          |
|                               |                               |                                                             |                                                             |                                |                                       |                               |                               |                             |                             |                                  |                                  |
|                               |                               |                                                             |                                                             |                                |                                       |                               |                               |                             |                             |                                  |                                  |
| Emanuele Formiggini 1730-1775 | Emanuele Formiggini 1730-1775 | Flaminio Formiggini 1726-1801                               | Flaminio Formiggini 1726-1801                               | Benedetto Formiggini 1726-1776 | Benedetto Formiggini 1726-1776        | Emanuele Formiggini 1715-1790 | Emanuele Formiggini 1715-1790 | Bonavent. Formiggini ?-1798 | Bonavent. Formiggini ?-1798 | Rav. Isacco Formiggini 1715-1788 | Rav. Isacco Formiggini 1715-1788 |
|                               |                               |                                                             |                                                             |                                |                                       |                               |                               |                             |                             |                                  |                                  |
|                               |                               |                                                             |                                                             |                                |                                       |                               |                               |                             |                             |                                  |                                  |
|                               |                               |                                                             | Mosè Formiggini 1756-1809                                   | Mosè Formiggini 1756-1809      | Salomone Formiggini 1760-1817         | Salomone Formiggini 1760-1817 |                               |                             |                             |                                  |                                  |
|                               |                               |                                                             |                                                             |                                |                                       |                               |                               |                             |                             |                                  |                                  |
|                               |                               |                                                             |                                                             |                                |                                       |                               |                               |                             |                             |                                  |                                  |
|                               |                               |                                                             |                                                             |                                | Emanuele Formiggini 1793-1833         |                               |                               |                             |                             |                                  |                                  |
|                               |                               |                                                             |                                                             |                                |                                       |                               |                               |                             |                             |                                  |                                  |
|                               |                               |                                                             |                                                             |                                |                                       |                               |                               |                             |                             |                                  |                                  |
|                               |                               |                                                             |                                                             |                                | Pellegrino Formiggini 1826-1892       |                               |                               |                             |                             |                                  |                                  |
|                               |                               |                                                             |                                                             |                                |                                       |                               |                               |                             |                             |                                  |                                  |
|                               |                               |                                                             |                                                             |                                |                                       |                               |                               |                             |                             |                                  |                                  |
|                               |                               |                                                             |                                                             |                                | Angelo Fortunato Formiggini 1878-1938 |                               |                               |                             |                             |                                  |                                  |